# Metnet
A MetNet.hu egy magyar időjárási portál.

## A kezdetek (2000-2001)
Az ezredforduló idején a meteorológia témaköre még meglehetősen fehér folt volt a magyar nyelven elérhető internetes oldalak között. A meteorológiai témájú oldalak ritkaságszámba mentek, és a meglévők is meglehetősen kezdetlegesek voltak. Ezt a hiányosságot pótolandó 2000 nyarán három meteorológus egyetemi hallgató úgy döntött, hogy belefog egy meteorológiai témájú honlap kialakításába.
Az előkészítő munkák 2000 év végéig tartottak az ELTE Meteorológiai Tanszékén, és a sikeres próbaüzemet követően 2001. január 1-jén beindult a www.metnet.hu, amelynek már a kezdetektől fogva a meteorológia népszerűsítése és a magyar weben tátongó űr betöltése volt a célkitűzése. Az induláskor naponta frissülő prognózis, néhány cikk és a kislexikon első változata volt elérhető. Ekkoriban az interaktivitást mindössze a vendégkönyv jelentette, és csupán tucatnyi felhasználó látogatta rendszeresen a weblapot, olvasta a meginduló előrejelzéseket és az érdekességeket. Az első fejlesztések során, 2001 nyarától már néhány meteorológiai adatot áttekintő térképeken is megjelenítettünk, az egyik menüpontban egy kék árnyalatú Magyarország térképen óránként jelentek meg az OMSZ-től érkező hőmérséklet, jelen idő és szél adatok. Az igazi kihívást azonban ekkoriban még az jelentette, hogy az előrejelzések napi rendszerességét sikerüljön biztosítani. Büszkeséggel tölt el minket az a tény, hogy azóta már összességében 2100 felett jár a naponta rendszeresen kiadott előrejelzéseink száma, azaz 6 éve minden nap készül friss prognózis.

## Az észlelési napló
A következő nagy előrelépést az észlelési napló létrehozása jelentette, amely 2001 novemberében kezdte meg működését. Eleinte pár tucatnyi észlelő napi néhány észleléssel járult hozzá az időjárási helyzetkép megismeréséhez, de hamar erőteljes növekedésnek indult az észlelők tábora. Ezáltal egy olyan kuriózummal bővült az internetes világ, amely nemcsak hogy idehaza, de még külföldön is egyedülálló újdonságnak számított. 2002 során az OMSZ adatok internetes hozzáférését megszüntették, az önkéntes észlelők csekély száma azonban még nem tette lehetővé a térképes megjelenítést, ezért a korábbi térképes megjelenítést megszüntettük.

## Feketéből kékbe
2002 augusztusában a honlap megjelenését és tartamát is megváltoztattuk. Az addig fekete hátteret az azóta is alkalmazott fehér háttérre változtattuk, a honlap színvilága kékes-sárgás színű lett, és ekkor készült el az oldal logója is. Az addig egyetlen, afféle gyűjtőfórumot témakörök alapján több részre bontottuk, és az észlelési napló is elnyerte a maihoz hasonló formátumát.
Népszerűségünkben az első minőségi ugrást a természet szolgáltatta, hiszen a hóban rendkívül gazdag és hideg 2002-2003-as télen megtöbbszöröződött a honlap nézettsége, az észlelések száma az addig havonkénti néhány százról több ezerre ugrott. Ez a jelenség egyébként azóta is megfigyelhető, a téli havazásos helyzetek során dőlnek meg a látogatottsági csúcsok. A 2003-as évben indítottuk el először az előrejelzési versenyünket, ebben a játékban a felhasználóink részletes szabályok keretében mérhetik össze tudásukat, szerencséjüket. A játék azóta is üzemel és egyre népszerűbb, egyre többen vesznek részt benne.

## Kilépés a virtuális térből
A fokozódó népszerűség, az egyre népesebb regisztrált felhasználói és látogatói létszám közepette időközben egy, már-már mozgalommá fejlődött közösség kovácsolódott, amelyet a légkör tudományának ismerete és a természet szeretete, illetve a velük kapcsolatos természetes kíváncsiság tett egyre szorosabbá.
Ez a folyamat 2003 őszére érett meg annyira, hogy 2003. október végére egy kirándulás szerveződött (10. 24-26), és a szokatlanul korán már hófödte Bükkben tucatnyi ember túrákkal, esti beszélgetésekkel töltötte el a hétvégét. Ennek sikere egy folyamat kezdetévé vált. A személyes kontaktus újabbakat generált, a fórumokba leírt élménybeszámolók egyre többeket csábítottak el ezekre az összejövetelekre, amelyek kétféle irányt vettek fel. Részint önszerveződő jelleggel, kötetlenebb hangulatú kirándulásokkal, túrákkal operáló hétvégék, amelyek az ország különböző részein szerveződtek, mindig az aktuális helyszín környezetében élők aktív közreműködésével. Másrészt szabadegyetem jellegű találkozók, amelyek eleinte csak Budapesten kerültek megrendezésre. Az első ilyenre 2004. január utolsó szombatján került sor, 68 fő részvételével. Azóta is a január utolsó szombatján megrendezésre kerülő szabadegyetem vonzza a legtöbb érdeklődőt.
A fővárosban már három találkozó került megrendezésre, sőt a Balaton partján fekvő Paloznakon a veszprémi amatőr meteorológusok jóvoltából eddig már két alkalommal szintén népes számban találkozhattak az érdeklődők egy többnapos szabadegyetem keretében. Összességében eddig 12 nagyobb összejövetel zajlott le, ebből nyolc előadásokkal fűszerezett komolyabb hangvételű Metnet-találkozó, a többi hangulatos hétvégi összejövetel.

## Az egyesület
A 2005-ös esztendőben újabb mérföldkőhöz érkeztünk. A közösségé formálódásunk újabb csapásirányt jelölt ki számunkra, és ekkor döntöttünk úgy, hogy egy meteorológiai egyesületet hozunk létre. Azon túl, hogy így már jogi személyként is megjelenhetünk, így lehetőség nyílt arra is, hogy többek között érdekeinket képviselni és ügyünket népszerűsíteni tudjuk. Sajnos jogi problémák miatt az egyesületté szerveződés csak 2006 februárjában ért véget, akkor sikerült ugyanis jogerősen bejegyeztetni egyesületünket, az AMET-et. Az egyesületünkről részletesen az egyesület hivatalos honlapján, a www.amet.hu honlapon olvashatnak.
A 2005-ös évben az egyesület egyik első sikere volt, hogy az online-állomásunk a Hármashatár-hegyi átjátszótoronyra került fel, amelynek valós idejű adatai azóta is elérhetők a honlapunkon, mind web-en, mind wap-on egyaránt.
2005 során immáron átlagosan havonta tízezer fölötti észlelésszámmal és bőven százezer feletti egyedi látogatói létszámmal (a decemberi hónapban az észleléseink száma közel negyvenezer, az egyedi látogatóink száma közel négyszázezer volt) büszkélkedhettünk

## Újra elérhető áttekintő térképek
A www.metnet.hu fejlődése továbbra is töretlen volt, a 2004-es esztendőben már a stabilan többezres havi észlelésszám (2004 novemberében először haladta meg a tízezret) ismét lehetővé tette az észlelések térképes megjelenítését, hiszen ez azt jelentette, hogy már óránként az egész országot lefedő észlelési sokaság képződik, így értelmet nyerhet a térképes megjelenítés. A metnet-es észlelők közül sokan önkéntes munkájukkal és szabadidejükkel járultak hozzá, hogy hosszú fejlesztési munka eredményeként a bociusz.hu (ma Időkép.hu) honlapon újra látható volt egy áttekintő térkép, amely az értékek feltüntetése mellett ekkor már interpolációval színezett térkép volt.

## OMSZ kapcsolat
Az OMSZ-szel való jó kapcsolatunk az észlelési napló fejlődésével együtt alakult ki, amikor a Szolgálat neves szakemberei is elismeréssel beszéltek a www.metnet.hu észlelési naplójáról. A mindennapi meteorológusi munkához ugyanis a profik számára is nagyon nagy segítséget nyújtott az észlelések nagy tér- és időbeli felbontása. Az időjárás már-már fanatikus szeretete pedig közelebb hozta egymáshoz a profikat és az amatőröket. Azóta az OMSZ neves szakemberei rendszeres előadói a Metnet Találkozók szabadegyetemeinek, és együttműködnek, segítséget nyújtanak a műszerek kalibrálásában és elhelyezésében. Az OMSZ-szel való együttműködés jegyében 2006 óta az észlelési adatok és a csapadékradar adatok is hozzáférhetők a www.metnet.hu látogatói számára.

## Új irányok
A 2006-os esztendő számunkra a fejlesztések óriási ütemben történő megvalósulása jegyében zajlik, a számos technikai újdonság közül néhány külön megemlítve: Először az észlelések térképes megjelenítését kellett újra saját ábrázolórendszerünkön kifejleszteni, majd nagy előrelépésként elindítottuk az előrejelzési térképeinket tartalmazó aloldalt, ahol 72 órás időtávra európai szinten is ritkaságszámba menő paraméterek megjelenítési lehetősége érhető el. A nyár folyamán a már régóta tervezett éghajlati naplónk is megvalósult, saját adatok néven, itt rendszerezett formában archiválhatóak az észlelőink adatsorai, amelyhez a készülő térképek naponta többször, visszamenőleg is frissülnek. Ezzel szintén egy párját-ritkító lehetőség nyílik az oldal látogatói előtt, hiszen mindenki megoszthatja, akár évekre visszamenőleg is a lakóhelye időjárási adatait. A szélsőséges időjárási bejelentőnk segítségével térképes formában is kiegészülve nyomon követhetőek az észlelőink által bejelentett és további szűrésnek alávetett, külön erre a célra szolgáló adatbázisba kerülő rendkívüli időjárási események, amelyeket összekapcsolunk hasonló európai adatbázisokkal is.
A sok fejlesztés, az egyre magasabb színvonal megtöbbszörözi látogatottságunkat, és a regisztrált tagjainkon (számuk már több mint 14000) kívül a társadalom időjárás iránt érdeklődő tömegeit is honlapunk rendszeres látogatóivá teszi. A 2006-os évben már havonként stabilan félmillió fölötti volt a honlap egyedi látogatói létszáma, ill. tízezer (ill. több tízezer) feletti az észlelések száma. Ezzel a hivatalos mérések szerint az Országos Meteorológiai Szolgálat internetes oldala után a www.metnet.hu Magyarország második legnépszerűbb időjárási oldalává nőtte ki magát.
A fejlesztéseink továbbra is folynak, az Egyesület keretében további rendezvényekre kerül sor, és az elmúlt 7 év tapasztalatait felhasználva tovább folytatjuk a munkát, az időjárás népszerűsítésének jegyében.